# سورگیری متکثر
در ریاضیات و منطق، سورگیری متکثر (به انگلیسی: Plural quantification) نظریه ایست که یک متغیر منفرد x ممکن است به علاوه مقادیر منفرد، مقادیر جمعی یا متکثر نیز بگیرد. علاوه بر اشیای منفرد مانند آلیس، عدد ۱، بلندترین ساختمان لندن و غیره برای متغیر x، می‌توان همزمان آلیس و باب، یا تمام اعداد بین ۰ و ۱۰، یا تمام ساختمان‌های بیش از ۲۰ طبقه لندن را جایگزین کرد.
هدف این نظریه این است که به منطق مرتبه اول قدرت نظریه مجموعهها را بدون هیچگونه «تعهد وجودی» به اشیایی مانند مجموعه‌ها بدهد. آثار کلاسیک در این زمینه، Boolos 1984 و Lewis 1991 هستند.